# Hertogenpad
Het Hertogenpad (LAW 13) is een LAW met een lengte van 238 kilometer van Breda naar Roermond. Het is de opvolger van het Peellandpad. De route is in beide richtingen gemarkeerd met wit-rode tekens en in een boekje beschreven. De route voert door diverse natuurgebieden zoals de Loonse en Drunense Duinen, de Groote Peel en het Leudal.